# 주디스 밀러
주디스 밀러(Judith Miller, 1948년 1월 2일 ~ )는 미국의 언론인이다. 2003년 이라크 침공 전후로 이라크의 대량살상무기 프로그램에 대한 보도를 작성하였으나, 이는 잘못된 정보에 기반한 보도였던 것으로 나중에 밝혀졌다. 2008년까지 뉴욕 타임스에서 근무하다가 폭스 뉴스로 옮겼다.
밀러는 뉴욕 타임즈에 재직 중인 2005년 플레임 사건에 연루되었다. 당시 딕 체니 부통령의 비서실장인 스쿠터 리비가 플레임 사건의 취재원이었다는 것을 밝히기 거부하여 85일 간 구속되었다.